# Sasak
Pour les articles homonymes, voir Sasak (homonymie).

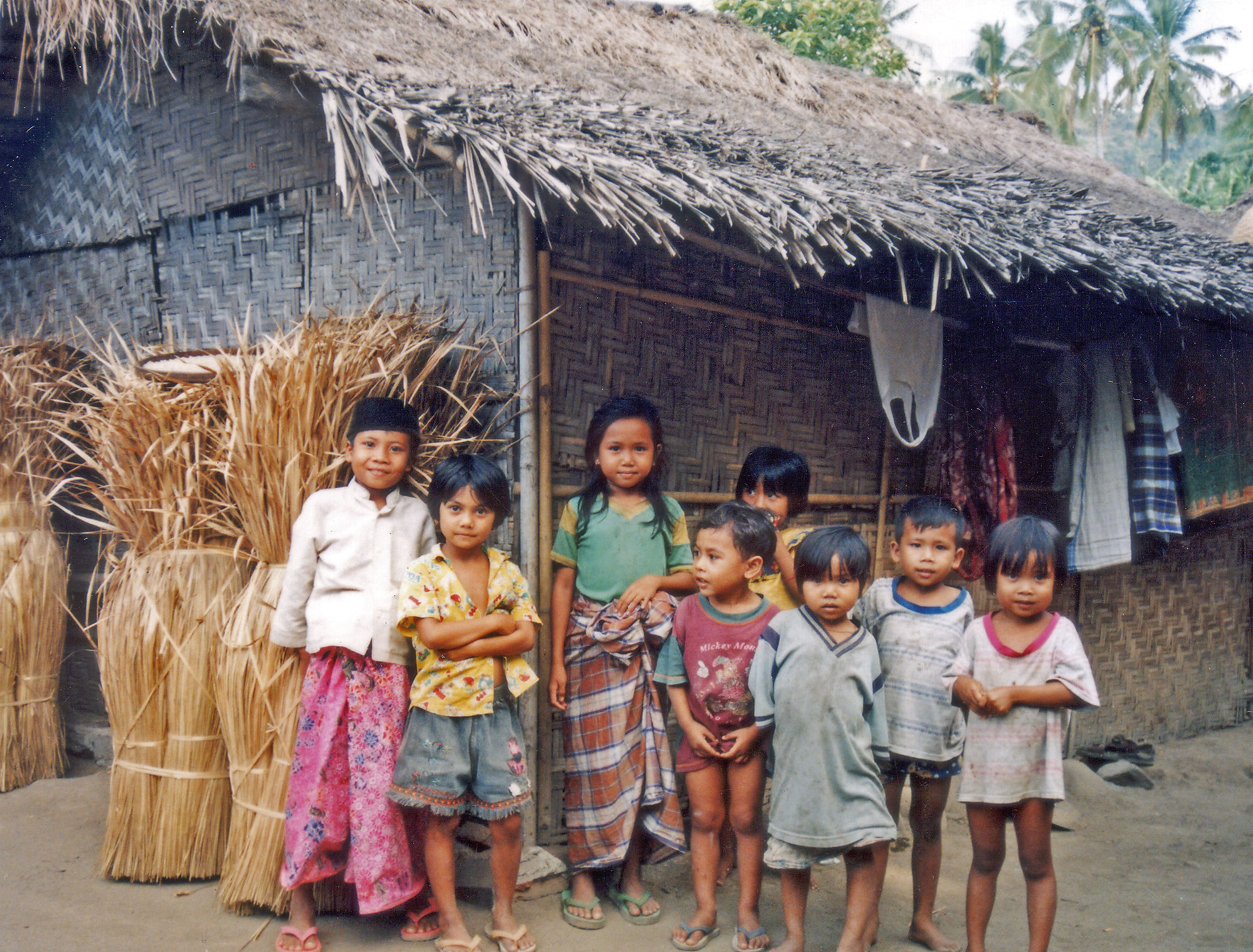
Enfants sasak

Les Sasak sont le groupe ethnique le plus important de Lombok, une des petites îles de la Sonde en Indonésie. Ils étaient quelque 2 millions en 1977.
Les Sasak sont concentrés dans le tiers central de l'île. Ils pratiquent une agriculture de subsistance à base de riz, café, noix de coco et canne à sucre.
La cérémonie du Bau Nyale, qui se tient vers février ou mars, est un exemple des croyances traditionnelles des Sasak, notamment du centre de Lombok. Par cette cérémonie, les paysans demandent à Dieu de leur donner assez de pluie pour que leurs rizières puissent donner de belles récoltes. Elle consiste à se rassembler pour attendre le lever du jour et l'apparition du nyale, une espèce de ver marin qui vit sous les coraux et ne se montre qu'à l'aube, après de fortes pluies. 

## Langue
La langue sasak fait partie du groupe dit "bali-sasak-sumbawa" de la branche malayo-polynésienne des langues austronésiennes.

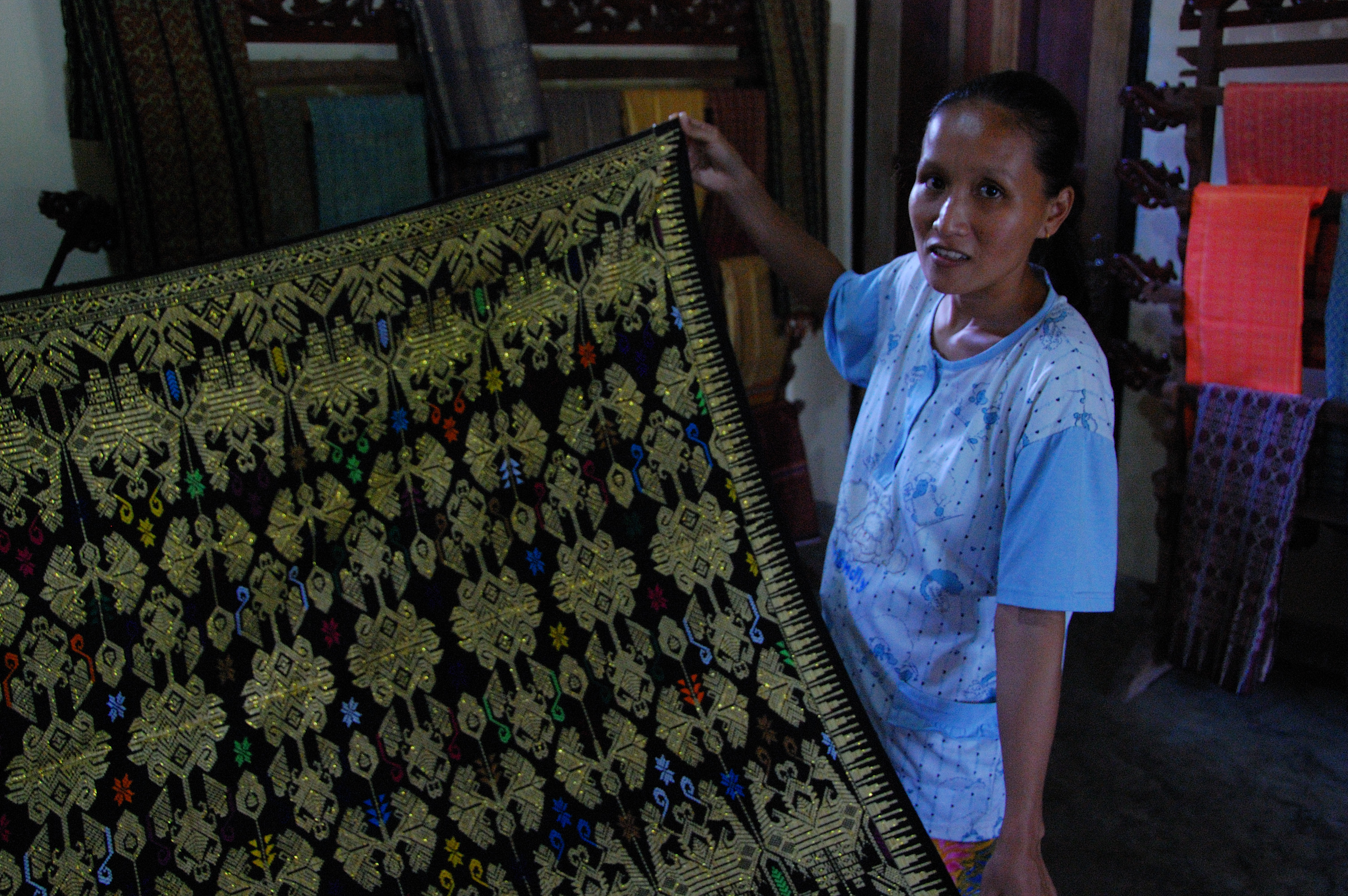
Tissu traditionnel sasak
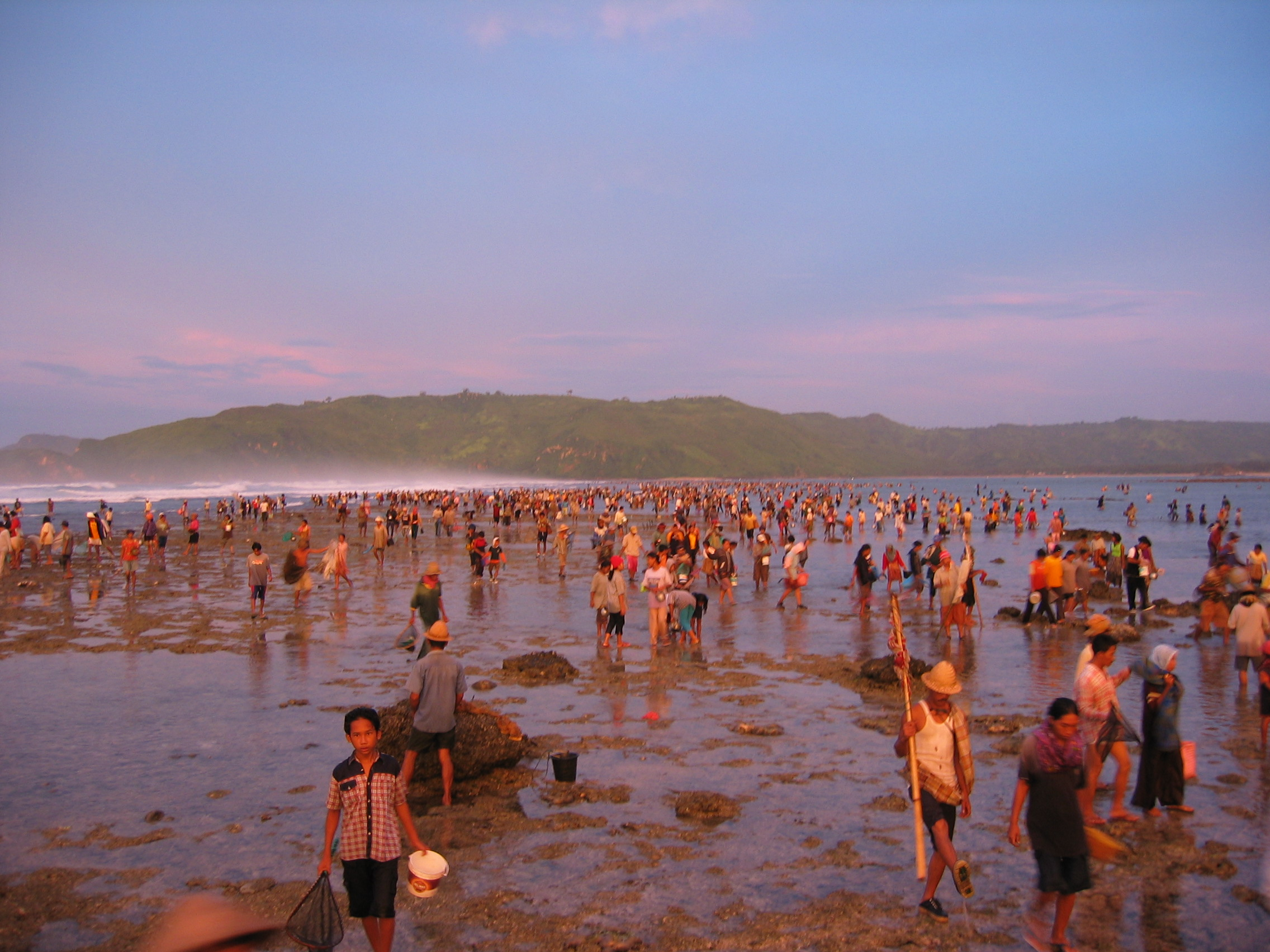
Le Bau Nyale
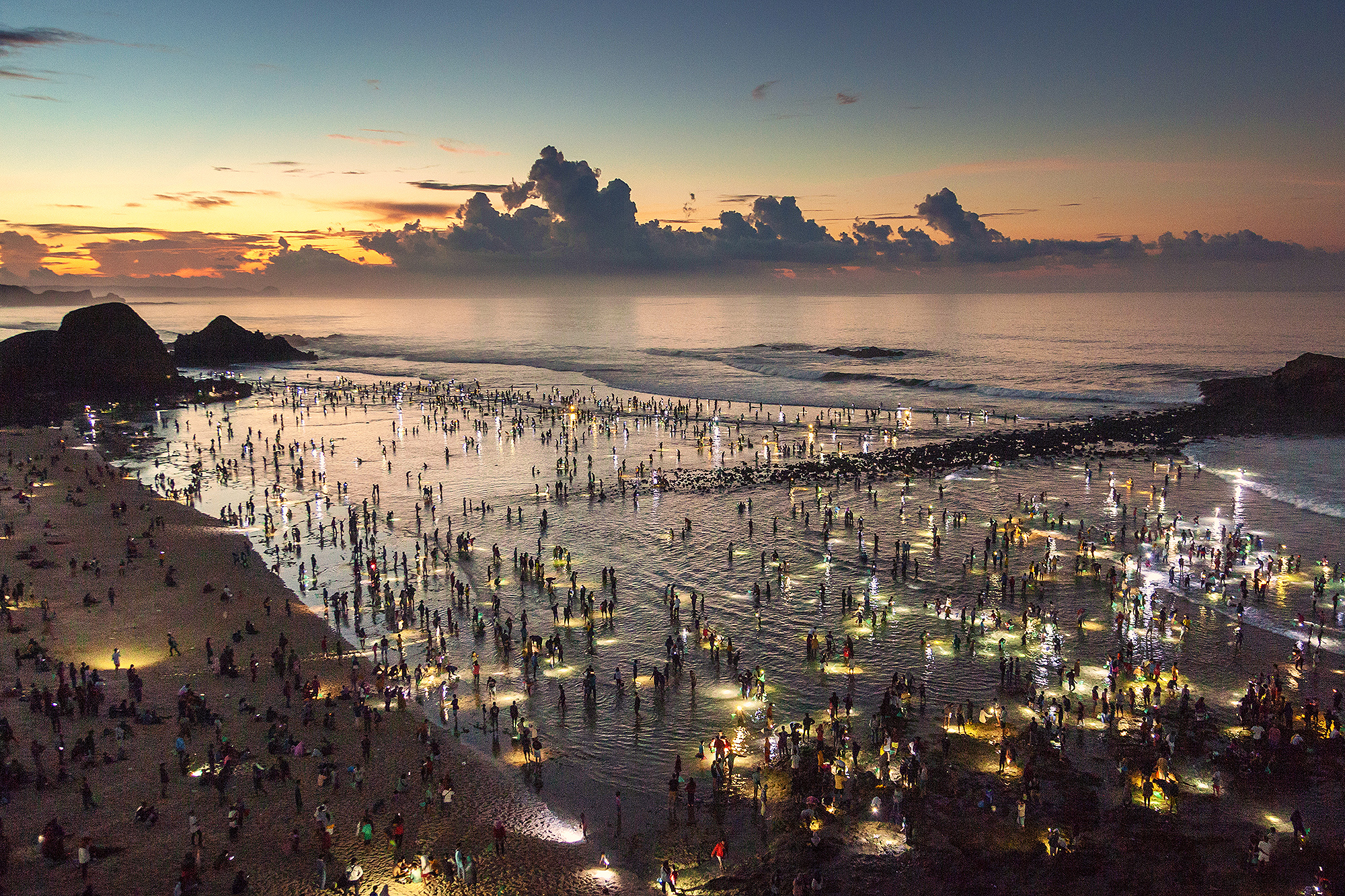
Le Bau Nyale
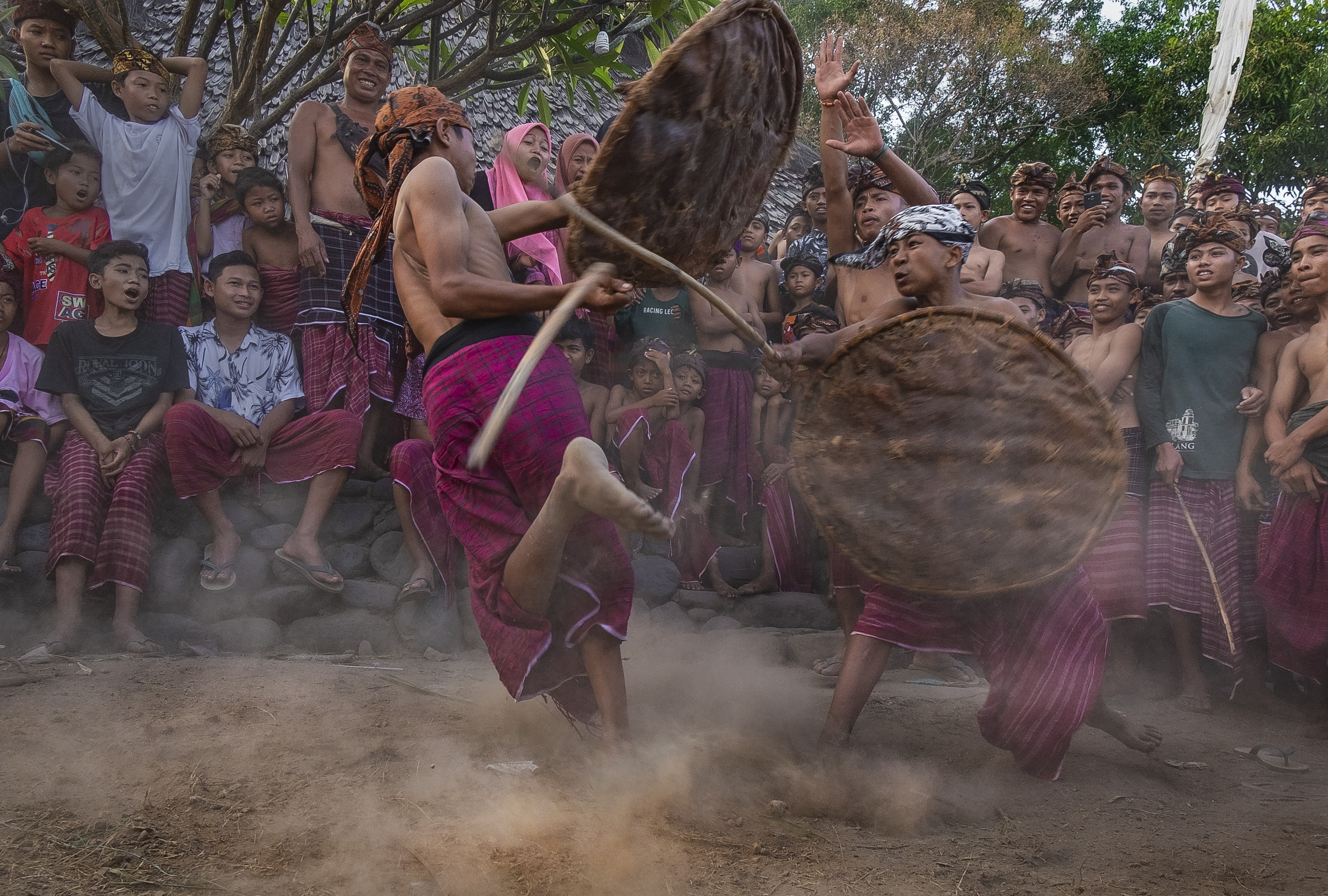
Le Peresean (id), sport traditionnel chez les Sasak. Novembre 2019.

## Source
- www.ethnologue.com : "Sasak"